# 歴史読本
『歴史読本』（れきしどくほん） は、KADOKAWAが発行する日本の歴史専門雑誌。2015年3月号までは月刊、同年4月より季刊。同年10月6日発売の2015年秋号を最後に休刊。略称は歴読・れきどく。編集はKADOKAWAのブランドカンパニーである中経出版。新人物往来社が長く発行していた。

## 沿革
- 1956年に『特集人物往来』として人物往来社より創刊。
- 1960年1月発行の第5巻第1号より『人物往来歴史読本』と改題。
- 1968年12月発行の第13巻第10号より『歴史読本』と改題。発行元が新人物往来社となる。
- 2003年に創刊500号を発刊。
- 2013年4月に吸収合併により発行元が中経出版となる。
- 2013年10月に再度の吸収合併により発行元がKADOKAWAとなる。
- 2015年4月より季刊化され（年4回発行）、季刊『歴史読本』としてリニューアル。同年10月6日発売の2015年秋号を最後に休刊[1]。

## 内容
以前はテーマごとに歴史小説風の読み物記事を数本掲載し、その他『史学雑誌』の「回顧と展望」のように、学会報告・論文解題・歴史文学紹介など、歴史学を一般に紹介する記事を毎月掲載していた。
現在ではテーマごとに特集を組み、テーマに沿って専門家が一般向けにわかりやすい史論を述べ、それに一般向けの歴史シンポジウム、新発見の歴史資料の解説などが加わった、歴史専門雑誌と論文誌の中間のような形態をとっている。例えば、2011年10月号では、「消えた名家・名門の謎」という特集で、日本史上一時代を築いたが、やがて滅んだ名家を取り上げている。巻頭に総論をおき、その後に武田家・大内家等の滅んだ名家についての史論が掲載されている。
巻頭グラビアでは、歴史関係のポップカルチャー（大河ドラマ・歴史物のアニメーション等）を取り上げることが多い。
全体的に、同じ歴史専門雑誌の「歴史街道」に比べ、やや固めの記事が多いが、購読者層が研究者ないしその予備軍の、査読付き学術雑誌である「史学雑誌」「日本歴史」「歴史学研究」程ではない。
新田次郎の「武田信玄」・早乙女貢の「会津士魂」はいずれもこの雑誌に連載されていた。

## 連載
- 日本史ピンからキリ探訪（ニホンシピンカラキリタンポー） - くらはしかん作、2000年1月号～2006年12月号

## その他
- ムック型の増刊や別冊をも多く刊行し、特に近年では通常の歴史テーマに加えて軍事や鉄道、古史古伝や偽書といった歴史の知られざる側面をもしばしば扱っている。
- 「歴史研究会」という、在野の歴史研究者向けの関連団体[要出典]がある。